# Olympiade de la République
L'Olympiade de la République est une compétition sportive qui s'est tenue en 1796, 1797 et 1798 à Paris. Le projet a été lancé aux Tuileries en 1793 par le député Charles-Gilbert Romme afin de célébrer les quatre premières années de la Première République, mais il ne pourra voir ces fêtes puisqu'il est guillotiné en juin 1795 pour son implication dans l'insurrection du 1er prairial an III. 

## Les premières éditions

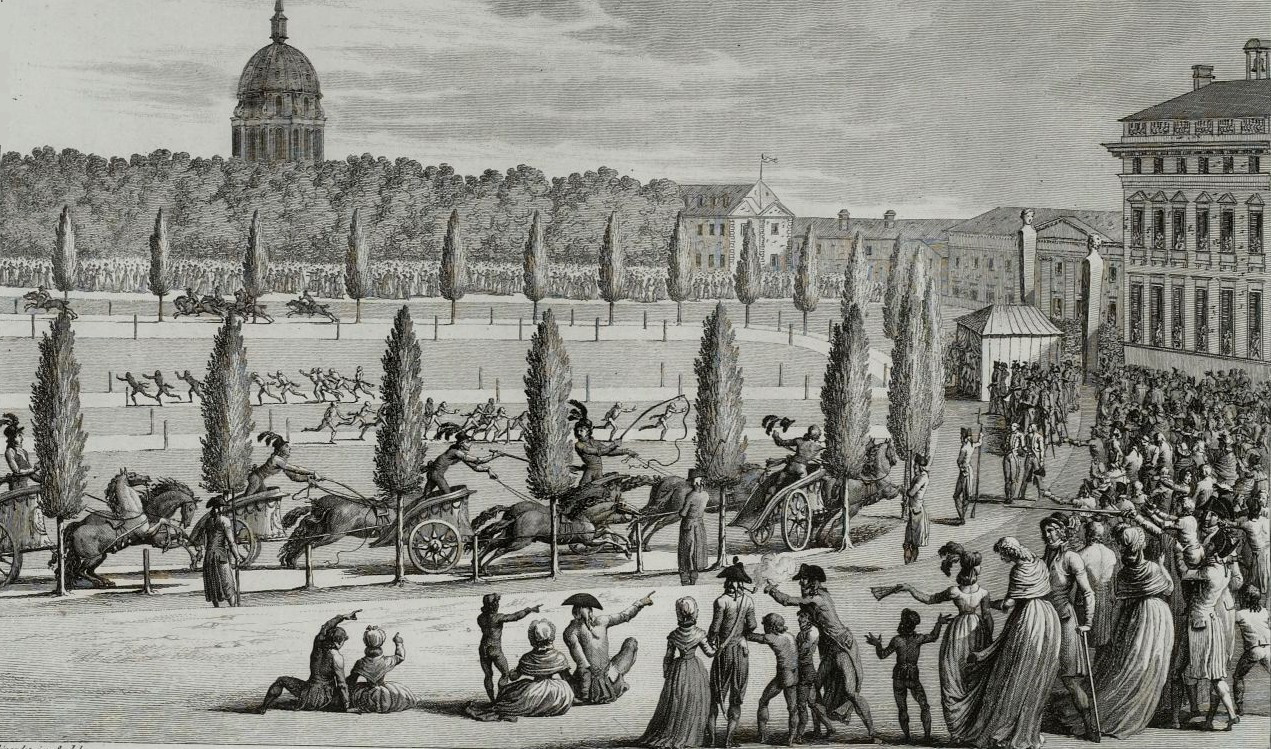
Olympiade de la République le 22 septembre 1796, (musée de la Révolution française).

Sous le Directoire, le 22 septembre 1796 (1er vendémiaire an V), se tiennent à Paris quatre compétitions sportives nommées « Première olympiade de la République » en hommage à l’Antiquité. Plus de 300 000 spectateurs assistent aux épreuves au Champ-de-Mars. On n’avait pas vu une pareille foule depuis la fête de la Fédération de 1790. Les épreuves sont précédées par une sorte de spectacle dédié à la paix et à la fécondité.
À 16 heures, les épreuves sportives débutent. La course à pied ouvre le programme avec les qualifications : sept séries de 50 concurrents, avec accès direct en finale pour les vainqueurs des séries. Lors de la finale à sept, deux coureurs se détachent très tôt : un soldat et un étudiant. Au coude à coude en vue de l’arrivée, les deux coureurs touchent au but ensemble : l’étudiant Jean-Joseph Cosme et le grenadier Villemereux sont tous deux déclarés vainqueurs.
Après l’épreuve reine de la course à pied, le programme se poursuit avec la course de chevaux remportée par le citoyen Turieux. Une course de chars à l’antique est la troisième épreuve. La course des bagues clôt le programme. Il s’agit de boucler six tours d’une arène installée en haut du Champ de Mars. Le citoyen Roger remporte cette épreuve. En guise de cérémonie de clôture, les champions défilent triomphalement sur un char à l’antique tirée par quatre chevaux (quadrige). Ils sont salués par un feu d’artifice et une fête populaire qui dure toute la nuit.
Une deuxième édition se tient le 22 septembre 1797, sans modification de programme par rapport à la première édition.

## L'introduction des techniques de mesure
Le 22 septembre 1798, la lutte, des joutes équestres et des courses à pied de diverses distances font leur entrée au programme des Jeux. Autre nouveauté de cette édition : l’utilisation du système métrique, pour la première fois dans le domaine sportif. De plus, et pour la première fois également dans le domaine sportif, les courses sont chronométrées à l’aide de deux montres marines. Autre nouveauté : un défilé des athlètes précède les épreuves. Ces derniers défilent derrière les effigies des provinces françaises et des provinces récemment conquises qui deviendront par la suite des républiques sœurs : Pays-Bas, Suisse et Italie, notamment.

## Notoriété
La presse parisienne est enchantée dès 1796 par la journée sportive. Le Moniteur du 2 vendémiaire écrit ainsi : « On peut dire que cet heureux essai des fêtes de la Grèce promet, pour les prochaines années qui suivent, le retour de la paix et de la prospérité publique, une grande pompe de la part du gouvernement, beaucoup de gloire pour les acteurs, et des plaisirs vifs, intéressants pour le peuple. » Le journal reçoit même du courrier de ses lecteurs concernant ces Jeux. Un certain Esprit-Paul De Lafont-Poulotti réclame ainsi le rétablissement des Jeux olympiques… Il va jusqu’à présenter un projet à la municipalité parisienne, qui rejette l’idée. Le CIO honora la mémoire de ce visionnaire en 1924.[réf. souhaitée]
Des compétitions similaires sont également signalées à Angers avec trois champions couronnés.